# Ophiorrhiza costata
Ophiorrhiza costata är en måreväxtart som beskrevs av Henry Nicholas Ridley. Ophiorrhiza costata ingår i släktet Ophiorrhiza och familjen måreväxter. Inga underarter finns listade i Catalogue of Life.